# Стерилизация бездомных животных

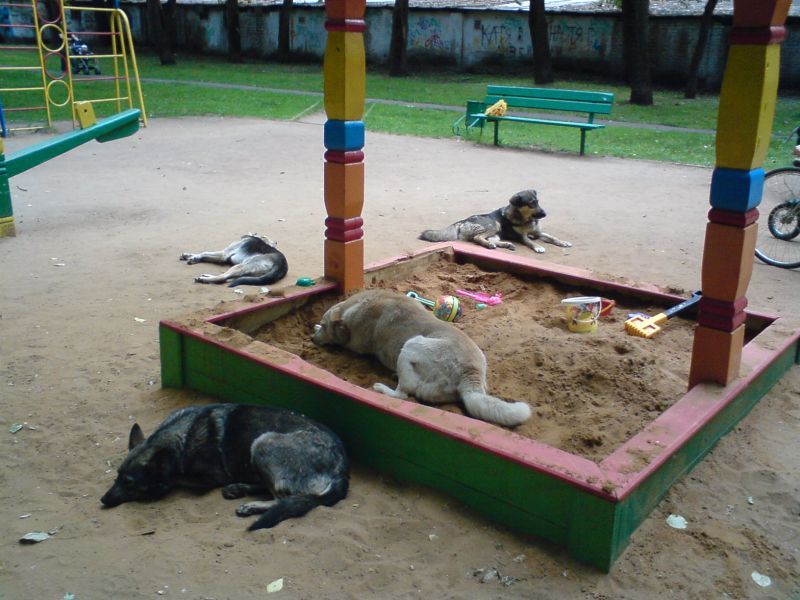
Бродячие собаки, стерилизованные зоозащитной общественностью на средства бюджета региона и выпущенные в среду обитания в подмосковных Химках

Стерилизация бездомных животных — мероприятия по стерилизации собак и кошек, не имеющих хозяев с возвратом на улицу, проводимые по предложению защитников прав животных с 1990-х годов в ряде стран Азии, Южной и Восточной Европы. Известна также как программа ОСВВ или ОСВ (отлов-стерилизация-вакцинация-возврат).
По данным депутата Госдумы РФ, бизнесмена Владимира Панова на 2017 год, методика ОСВВ применялась в РФ в качестве эксперимента в 4 регионах.
Всемирная организация по охране здоровья животных считает допустимым использование возвратной стерилизации лишь там, где присутствие бродячих собак считается неизбежным и хорошо переносится местным сообществом, и отмечает, что этот метод не подходит для стран, в которых выпуск собак незаконен. При этом проблемы, вызванные свободно обитающими и неконтролируемыми собаками, такие как шум, фекальное загрязнение, укусы и дорожно-транспортные происшествия, будут продолжать создавать негативные последствия как для населения, так и для животных. Целью этой методики может ставится как снижение численности животных, так и решение других проблем.
Эффективность и целесообразность применения данного метода в отношении бездомных собак служит предметом полемики учёных и общественной дискуссии. Критики отмечают, что стерилизованные собаки не перестают быть хищниками и сохраняют территориальную агрессию: нападают на людей, охотятся на бездомных кошек и диких животных, в том числе исчезающих видов, занесённых в красные книги. Бездомные собаки в условиях города становятся доминирующими хищниками в масштабе городской экосистемы и массово истребляют другие виды животных.
Сторонники программы убеждены, что любая жизнь имеет ценность и человек не вправе отбирать ее у бездомных собак. Противники возражают, что любая собака должна ежегодно проходить курс прививок, в том числе и от бешенства, раз в три месяца проходить дегельминтизацию, а отлов для регулярной вакцинации свободно обитающих животных затруднителен, что приводит к заражению домашних питомцев.
Межправительственная ветеринарная ассоциация — Международное эпизоотическое бюро не рекомендует использовать метод ОСВВ там, где большинство собак, как и в России, домашние, а основная причина появления бездомных собак — выбрасывание их и их потомства на улицу, считая, что ОСВВ легализует само явление бездомности этих животных, и с ним уже не получится никогда справиться. В развитых странах программы стерилизации бездомных животных с возвратом проводится только для кошек; программы, предусматривающие свободное нахождения бездомных собак в городской среде, не проводятся — отловленных и невостребованных собак там подвергают гуманной эвтаназии. В России возвратная стерилизация для бездомных собак на бюджетные средства проводится в нескольких регионах с начала 2000-х годов, однако в 2017 году она была запрещена в нескольких из них согласно решению Верховного суда РФ.

## Научные данные и исследования

### Влияние стерилизации на агрессивность и конфликтность собак
У молодых, неполовозрелых собак нет разницы между стерилизованными и нестерилизованными животными в склонности к агрессивным проявлениям — к рычанию, защите территории и покусам. К таким выводам пришли специалисты лаборатории невроэндокринологии Рокфеллеровского университета в 1999 году. У взрослых собак такая разница была обнаружена: стерилизованные суки рычали вдвое чаще, чем нестерилизованные, и кусались тоже вдвое чаще. Что касается защиты территории, охранные качества как стерилизованных сук, так и кастрированных кобелей, не страдали. Было даже отмечено незначительное повышение склонности к защите своей территории у стерилизованных собак
Причины этого феномена лежат в области эндокринологии: женские половые гормоны, секретируемые яичниками, обладают успокаивающим и стабилизирующим действием на психику. Оофорэктомия (производимая при стерилизации самок собак) приводит к резкому снижению уровня эстрогенов в их организме, и, как следствие, к повышению психологической неустойчивости, сопряженной с повышением уровня агрессии
.

### Исследования эффективности
Научная работа американских учёных, симулируя открытую колонию бездомных кошек, показывает, что для стабильного снижения численности колонии необходимо каждые 6 месяцев стерилизовать 30 % всей популяции. Такого же эффекта можно добиться, каждые 6 месяцев удаляя 20 % популяции кошек.
Некоторые ветеринары считают, что если при реализации программы стерилизовано менее 70 % самок бездомных собак и кошек, то стерилизация некоторых (но не всех) может приводить к увеличению популяции (репродуктивному взрыву). Нестерилизованные щенные и сукотные, а также кормящие самки встречают меньше конкуренции — увеличиваются шансы на получение добычи. Щенки и котята получают больше корма, они дольше остаются с матерью, меньше подвергаются внешним угрозам и болезням.
Евгений Ильинский, основатель Центра правовой зоозащиты, биолог, в 2011 году опубликовал научную работу «Комплексная оценка эффективности применения различных стратегий регулирования численности бездомных животных в городских экосистемах». В этой работе Ильинский высказывает мнение о том, что программа стерилизации является менее гуманной, чем безвозвратный отлов и усыпление, так как усыпление безболезненно, а на улице животное может быть жестоко убито другим животным или человеком. Кроме того, по расчётами автора, стратегия принципиально не способна сокращать численность бездомных животных.
Светлана Ильинская, президент Центра правовой зоозащиты в своей работа «Программа стерилизации бездомных животных — уголовное преступление» высказывает мнение, что внедрение программ стерилизации в Российских городах является уголовным преступлением по статьям: служебный подлог, сокрытие информации, нарушение санитарных правил и др. Главный аргумент — программа стерилизации, заявленная как «гуманный метод сокращения численности бездомных животных», таковой не является в связи с массовой гибелью бездомных животных на улице и истреблением собаками дикой фауны и кошек, а наличие на улице бездомных собак является фактором, представляющем опасность для жизни и здоровья граждан, что являлось предметом сокрытия чиновниками с целью внедрения программы стерилизации.
Также Центр правовой зоозащиты провел экспертный опрос-анкетирование заповедников и национальных парков, который показал, что бездомные собаки наносят вред видовому составу российской фауны. На вопрос анкеты о целесообразности внедрения программы стерилизации в России подавляющее большинство анкетируемых ответили отрицательно.
Вера Степаненко, председатель комиссии Мосгордумы по экологии, признает невыполнимой задачей отлов для стерилизации всей популяции собак на территории крупного города: по её словам часть собак проживают на закрытых территориях режимных предприятий, стройках и автостоянках, где они интенсивно размножаются.

### Влияние ОСВВ на численность популяции
Реализуемый в Мурманске метод ОСВВ обеспечивает лишь поддержание популяции на примерно одном уровне, но не сокращает ее, отметила в 2018 году начальник отдела противоэпизоотических мероприятий Мурманской областной станции по борьбе с болезнями животных Наталья Николаева.
Данные по Санкт-Петербургу говорят о том, что популяция бродячих собак не уменьшается в результате проведения ОСВВ.
В 2009 году по сведениям управления ветеринарии, на улицах города постоянно обитало около 7 000 безнадзорных собак.
По состоянию на 2015 год, по данным городского комитета ветеринарии, число безнадзорных псов в городе составляло около 7000 особей. В 2017 году количество бродячих собак в городе, по-прежнему, составляло 7000 особей.

## Применение в различных странах мира

### В отношении бездомных кошек

#### Казахстан
Осенью 2017 года в городе Алма-Ате шло активное обсуждение городского законопроекта, которым планируется провести эксперимент с возвратной стерилизацией кошек. Он встречает сопротивление со стороны органов госветсанконтроля, которые настаивают на том, что вакцинация, согласно санитарным правилам, предусмотрена не реже 1 раза в год, что в условиях свободного безнадзорного обитания животных невозможно. При этом речи об ОСВВ для бродячих собак не идет в силу конфликтности этих животных.

#### Латвия
В Риге количество уличных кошек насчитывает около 200 000 особей. Руководитель зоозащитной организации «Dzīvnieku SOS» Лаура Карните (Laura Karnīte) поясняет, это только дело времени, когда бездомные кошки начнут массово болеть бешенством, отдельные случаи уже были. Лаура Карните также отмечает, что многих бездомных кошек подкармливают женщины, реже стерилизуют, так как это дорого.
Главный руководитель Департамента окружающей среды Инара Эгле (Ināra Egle) сообщает, что стерилизация одной кошки обходится в 15—20 Лат.
С 2003 года с целью сократить численность уличных кошек и предупредить бешенство в Риге работает программа «отлов — стерилизация — возвращение на прежнее место обитания», которая финансируется городскими властями при участии зоозащитной организации LFK Dzīvnieku aizsardzības grupa. В поддержку рижской программы стерилизации уличных животных запущен проект «Kaķu dzīve» в Интернете. На сайте ziedot.lv частные лица могут сделать пожертвования. Программа стерилизации уличных кошек работает и в других латвийских городах.

### В отношении бездомных собак
Стратегия стерилизации с последующим выпуском беспризорных собак для свободного обитания внедрялась в 1990-х годах в нескольких странах «третьего мира» по предложению зоозащитной общественности из стран Запада, ведущей борьбу за права и свободу животных. Ее начали применять в качестве альтернативы традиционными способами борьбы с бездомными собаками — безвозвратным отловом, отстрелами и отравлением. Однако программа себя не оправдала. В Индии она не привела к заметному сокращению популяции. В Болгарии привела к скандалу, связанный с нападением на людей расплодившихся стай.

#### Индия
Первые эксперименты со стерилизацией бездомных собак, сопряженные с их возвратом на улицы проводились частными благотворительными фондами с 1966 года. С 1996 года программа получила государственную поддержку и по рекомендации ВОЗ для стран третьего мира методика «отлов — стерилизация — возвращение на прежнее место обитания» (ABC) была запущена в нескольких городах страны, финансируемая за счёт зарубежных организаций, борющихся за права животных, и частично за счёт государства.
По данным члена рабочей группы по подготовке законодательных инициатив в сфере защиты животных Комитета по природным ресурсам, природопользованию и экологии Госдумы РФ, специалиста по экологии бездомных собак биолога Владимира Рыбалко:

эксперименты с ОСВ в отношении собак проводились в 1990-е в ряде городов Индии. Задача уменьшения численности собак там не ставилась, индусы пытались лишь бороться с бешенством, стерилизуемых собак вакцинировали. Вакцины как раз хватало на срок жизни тамошних собак-парий. В среднем, больше двух лет они в трущобах не живут, и повторной вакцинации не требуется— Владимир Рыбалко

##### Ченнаи (штат Тамилнад), Джайпур и Каллимпонг
По данным благотворительного зоозащитного частного фонда «Blue Cross of India», в трех городах, где им применяется программа ABC — Ченнаи (там расположена штаб-квартира фонда) , Джайпур и Калимпонг — наблюдается устойчивое сокращение заболеваемости бешенством. Уровень смертности от бешенства среди населения этих городов также снизился. Как утверждает Общество по предотвращению жестокого обращения с животными, в городах, где программа применялась последовательно, значительно сократилось число укусов бездомными животными — с 60 % до 2 %. Вместе с тем, приведённые выше показатели выросли в других областях, не задействованных в программе ABC.
Однако в одном из этих городов — Ченнаи, где местным законодательством с внедрением ОСВВ запрещен безвозвратный отлов и умерщвление собак, наблюдаются самовольные расправы граждан над стаями этих животных. В 2012 году в одном из районов города в мусорном контейнеры были найдены мертвыми более 100 собак, которых отравили приманками с цианидами. 50 собак были убиты накануне проведения фестиваля для туристов, и в 2016 году еще 50 собак были отравлены пестицидами, а затем сожжены в одной из деревень в окрестности Ченнаи: по словам местных жителей бездомные собаки регулярно загрызали домашний скот — овец и ослов.
В 2015 году власти некоторых сельсоветов штатов Керала и Тамилнад были вынуждены принять чрезвычайные меры в связи с продолжающимся ростом количества бездомных собак: наняли людей, которые их отлавливали, затем отловленных собак убивали инъекцией цианистого калия. Стоит отметить, что программа ОСВВ действует на территории всего штата с 2007 года, в ней были задействованы 50 муниципалитетов, при этом Тамилнад был первым в Индии, где эта программа финансировалась из расчета 50 % — государство, 50 % — средства граждан и организаций.

##### Кашмир
В мае 2012 года программа ОСВВ была запущена в Сринагаре, столице Джамму и Кашмира. За первые 10 месяцев программы удалось стерилизовать не более 1000 бездомных собак из популяции, насчитывавшей на тот момент 91 000 особей, в день хирургической операции подвергались 4-5 животных. Однако программа была приостановлена, поскольку правительственная комиссия по благополучию животных (AWBI) выражала озабоченность, что собак стерилизуют на улице, в холодную погоду. Попытки властей построить в окрестности города отапливаемый стерилизационный центр для собак встретили протест со стороны местного населения, которые сочли это неприемлемым в то время когда в местной больнице для детей не хватает лекарств, кроватей и ванных комнат. За 2012 год в Кашмире покусам бездомных собак подверглись 20000 местных жителей, большую часть из которых составляли дети, направлявшиеся в школы.
В 2016 году собак в Сринагаре продолжали стерилизовать и выпускать обратно на городские улицы. В день проводятся 15-20 операций в местном ветеринарном колледже. В планах властей — построить новый стерилизационный центр, чтобы увеличить количество таких операций до 80 в день. Министр строительства штата сообщил, что количество собак и покусов ими людей неуклонно снижается, однако по данным СМИ ситуация в Сринагаре продолжает оставаться угрожающей: с 2011 по 2016 собаки покусали 10 000 человек, среди них 4000 — это дети в возрасте от 3 до 12 лет. По данным общественного активиста Ахмеда Зарифа, за много лет популяция собак выросла втрое. В городе наблюдается конфликт между жителями, требующими возобновления умерщвления бездомных собак и зоозащитными активистами, которые считают, что достаточно продолжать стерилизовать и выпускать обратно в жилые кварталы

### ОСВВ в России
Методика ОСВВ («Отлов-Стерилизация-Вакцинация-Возврат») в отношении бродячих собак проводятся в некоторых регионах России с конца 1990-х годов, в Москве она была прекращена и заменена на безвозвратный отлов из-за неэффективности, угрозы санитарному благополучию населения, уничтожения дикой краснокнижной фауны городских парков стерилизованными безнадздорными собаками и ряда скандалов, связанных с хищением средств. В 2017 году Верховный суд Российской Федерации принял решение об отказе от практики обратного выпуска в естественную среду обитания стерилизованных бродячих собак. Такое постановление судом было вынесено по иску гражданского активиста из Ростова-на-Дону Константина Загика, по мнению которого, свободно обитающие бездомные собаки — потенциальные разносчики опасных инфекций, а также представляют угрозу для общественной безопасности. Активисту удалось доказать, что безнадзорные животные являются причиной нарушения его права на здоровую окружающую среду.
 Аргументы Ростовского областного суда, считавшего возможным возвращение бродячих собак в места поимки после процедуры стерилизации, были Верховным судом отвергнуты.

#### Москва
Программа была разработана в 1990-е годы общественностью — участниками столичного зоозащитного движения и проводилась на средства городского бюджета частными фондами и аффилированными с ними ветеринарными клиниками в отношении бездомных собак. Впервые программа была запущена и профинансирована из городского бюджета в 1998 году, с 1999 года эксперименты продолжились на севере столицы, затем — в общегородском масштабе с 2001 года по 2009 год. Пользовалась поддержкой со стороны защитников прав животных, вызвала спорную оценку и подвергалась критике как специалистами, так и СМИ. Программа себя не оправдала — количество бездомных собак на улицах Москвы за время работы программы не изменилось.
В 2004 году главный санитарный врач столицы Николай Филатов написал мэру Юрию Лужкову письмо, в котором раскритиковал программу стерилизации и заявил, что «она ведет к осложнению эпидемической обстановки на территории города». В 2005-м главный редактор Красной книги Москвы Борис Самойлов заявил, что бездомные собаки сожрали всех косуль в «Лосином Острове» и угрожают любым другим животным, «за исключением белок, которые могут спрятаться на деревьях». После провала, программа была заменена на безвозвратный отлов собак и пожизненное содержание в муниципальных приютах, которые начали строить в городе после прекращения программы возвратной стерилизации.

#### Московская область
В 2014 году по предложению депутатов Мособлдумы от КПРФ, был запрещен гуманный безвозвратный отлов собак, вместо него в законе по благоустройству единственным способом регулирования численности стала ОСВВ, а губернатором Московской области Андреем Воробьевым была утверждена губернаторская программа ОСВ (отлов, стерилизация, выпуск на прежнее место обитания бездомных собак), реализация этой программы рассчитана на период 2014—2018 гг.
В 2015 году на стерилизацию бродячих собак, их лечение и выпуск обратно на улицы из областного бюджета было затрачено 35,6 миллионов рублей.
В 2015 году программа начала исполняться на территории Воскресенского района, где ее на бюджетные средства проводил Ногинский приют для бездомных животных, зверям ставилась бирка в ухо, после чего они возвращались обратно в места поимки. Общественный контроль за ее исполнением осуществляла организация АНО «Защита животных», которая ранее пыталась в судебном порядке запретить действия муниципальных служб, осуществлявших безвозвратный отлов собак с детских площадок и иных жилых территорий
Инициатором и идеологом внедрения программы на территории района была местный муниципальный депутат от КПРФ, директор ООО «Ветпомощь» Маргарита Краюшкина. В январе 2015 года после жалобы сотрудников детского сада микрорайона «Красный строитель» на наличие на территории нескольких выводков бездомных собак, Краюшкина на собственные средства обеспечила отправку зверей на стерилизацию, а через месяц вернула 8 собак обратно в детский сад с бирками в ушах, пообещав в дальнейшем содействовать государственному финансированию ОСВ
Через год после начала реализации программы, в январе 2016 участись случаи отравления бездомных собак ядами неизвестными лицами и жестокого обращения с животными — неизвестный расчленил щенков лопатой, а жители Воскресенского района жаловались на агрессивное поведение стерилизованных животных
В апреле 2016 года стая стерилизованных собак с желтыми бирками в ушах напала на 4-летнего мальчика возле магазина «Пятерочка» в Воскресенске, укусив его в живот. Ранее эти же звери покусали девочку.
Исполнение мероприятий в других области власти поручили общественной организации, занимающейся борьбой за права животных и выступающей против безвозвратного отлова собак — РОО «Экология человека», зарегистрированной в Москве по адресу квартиры в жилом доме в районе Новогиреево. В 2014 году эта организация начала реализовать свою программу совместно с администрацией муниципального образования Лесной городок, при этом жалуясь на недостаток финансирования и отсутствие ветеринара, который будет проводить хирургическую операцию собакам по стерилизации Согласно данным портала госзакупок, в 2015 году она получила из госбюджета 402 740 рублей за благоустройство территории городского округа в части защиты территорий городского округа Власиха Московской области от неблагоприятного воздействия бездомных животных и 499 500 рублей за аналогичные работы в городском округе Мытищи. В марте 2016 года издание «Блокнот» сообщило, что в Мытищах на улице Трудовой свирепствует стая бездомных собак: псы растерзали пять местных котов и кошек — вырвали им внутренние органы и выдрали шерсть, эти же псы нападают и на людей, кидаются на коляски с детьми.. В марте 2016 года на территории поселения Лесной городок, где три года действует программа ОСВВ, участились случаи расправ над свободно обитающими собаками: неизвестные обливают животных яркой розовой токсичной краской, вызывающей их гибель
Через год после запуска программы ОСВВ, по данным Роспотребнадзора, в регионе резко ухудшилась ситуация по бешенству — выявленных случаев заболевания увеличилось в 8 раз по сравнению с 2014 годом.
В марте 2016 года администрация Красногорского района заявила, что на территории района начинает действовать программа «ОСВ» (Отлов-Стерилизация-Возврат) — Региональная Общественная Организация «Экология человека» будет осуществлять деятельность по отлову бездомных собак и регулировать их численность такими способами, как стерилизация максимального количества женских особей. Те животные, на которе поступают жалобы от населения будут пристраиваться в охрану, либо возвращаться обратно в жилые районы после прохождения курса дрессировки. Согласно данным портала госсзакупок, на программу администрация выделила в 2016 году общественной организации 499 344 рубля Согласно данным портала госзакупок, зоозащитная общественность из РОО «Экология человека» получила «за работы по отлову животных» в этом районе 498 344 рубля.
В августе 2016 года мэр Звенигорода Александр Смирнов отметил, что безнадзорные собаки — это одна из проблем, на которые часто жалуются звенигородцы. По его словам, в городе реализуется программа ОСВВ, все стерилизованные животные помечаются бирками, за год около 60 отловленных особей были отправлены на стерилизацию, после которой выпущены на городские улицы. При этом мэр посетовал, что «вырывать клыки мы не можем. А отпускать собак — не наша прихоть, а требование законодательства». В марте 2016 года местное издание «Рублевка 24» писала, что собаки собираются в своры и терроризируют жителей города, «очаги пополнения уличных стай — обширнейшие промзоны и окраина города, где псы ведут роскошное существование, прикармливаемые работниками. Они выводят щенков под всякими будочками и сарайчиками, за бетонными заборами — недоступные для служб отлова».
По данным Газеты.ру, актриса Илона Броневицкая внедряет в Подмосковье програму ОСВВ, она создала АНО «Центр содержания бездомных животных», набрала команду единомышленников, которые начали отлавливать собак, стерилизовать их, вакцинировать и выпускать обратно на улицы. На ухо животным ставилась желтая клипса. В марте 2016 года администрация Ленинского района объявила аукцион на участие в программе ОСВВ, единственную заявку подала организация Броневицкой. В мае с ней был заключен контракт до конца года на сумму в 2,3 млн рублей. Согласно контракту, необходимо поймать и стерилизовать 475 сук бездомных собак. На каждую выделяется порядка 4,8 тыс. рублей. Кобелей организация не кастрирует. В мае того же года фирма актрисы получила контракт на оказание услуг по регулированию численности безнадзорных животных на территории населенных пунктов городского поселения Мытищи на сумму 2 022 346 рублей.
По состоянию на апрель 2016 года бездомные собаки покусали 4000 жителей региона, за 2015 год было зарегистрировано 25 000 покусов. В области сохраняется напряженная обстановка по бешенству. В Щелковском районе, где с 2014 года действует ОСВВ, в ноябре 2016 года бездомная собака напала в жилом квартале новостроек «Лукино-Варино» на 8-летнего мальчика, прокусив ему шею и лицо.

#### Калининград
Закон Калининградской области от 2 декабря 2015 года № 488 «Об организации проведения на территории Калининградской области мероприятий по отлову и содержанию безнадзорных животных» определил, что основным направлением по уменьшению численности безнадзорных животных является «гуманный, научно обоснованный и экономически целесообразный метод ОСВ: отлов, стерилизация и возврат в прежнее место обитания» До этого в регионе использовался метод безвозвратного отлов — отловленные собаки содержались от 10 до 30 дней в приюте, а затем усыплялись.
С 2015 года ОСВВ проводится на бюджетные средства, выделенные общественной организации КРОО «Право на жизнь», которая занимается отловом и последующим выпуском собак, помеченными желтыми бирками в ушах, на улицы. Организация была создана зоозащитницей и бухгалтером-юристом по профессии Натальей Галяс в 2014 с заявленной целью — помощь бездомным животным; выступает противником усыпления невостребованных собак, предпочитая отпускать их на улицу. В 2016 году она получила из бюджета 5.85 миллионов рублей. Местные СМИ отмечают, что стерилизованные собаки, вместе с нестерилизованными и самовыгульными образуют стаи и бегают по городу. 11 ноября 2016 года одна из таких собак напала на годовалого ребенка на детской площадке на Воздушной улице, укусив его за лицо
В ноябре 2016 года губернатор региона Антон Алиханов пообещал удвоить финансирование стерилизации бездомных собак.

#### Нижний Новгород
В 2015 году депутаты законодательного собрания Нижегородской области приняли во втором окончательном чтении закон «О безнадзорных животных», инициатором которого выступил заместитель председателя регионального парламента, член «Единой России» и строитель по образованию Александр Табачников. Местный закон предусматривает, что после проведения всех стерилизации собак, их отпускают. Отлов безнадзорных животных с целью умерщвления запрещен
Программа ОСВВ на бюджетные средства запущена в городе еще двумя годами ранее — в 2013 году. Государственный подряд на ее осуществление выиграла частная фирма директора книжного издательства «Деком», фирмы ООО «Зоозащита НН» и фонда «Сострадание» Владимира Гройсмана, занимающегося, по его словам «благотворительностью для собак».
В апреле 2016 года Гройсман заявил о «существенных успехах», сообщив, что за два года его фирмой было отловлено, стерилизовано, привито и выпущено обратно на городские улицы более 10 000 собак, из них 7000 особей — за счет бюджета, 3000 — за его личные средства. Бизнесмен подчеркнул, что только ОСВВ, по его мнению, может служить надежным барьером для защиты города от бешенства
Однако через месяц — в мае 2016 года в Автозаводском районе города произошла вспышка бешенства — на улице Переходникова стая собак набросилась на зараженную лисицу и растерзала ее, в результате чего специалистам государственного комитета ветеринарного надзора Нижегородской области в рамках карантинных мероприятий пришлось в авральном порядке отлавливать 61 бродячую собаку, из них 59 были подвергнуты эвтаназии
В 2016 году в местные СМИ неоднократно жаловались местные жители, пострадавшие от нападения стай бродячих собак и наблюдавшие скопление этих зверей близ детских садов Нижнего Новгорода,,а городской портал «ПроГород» отмечал, что участились случае укусов бродячими собаками как людей, так и домашних собак.
В ноябре 2016 года городская администрация сообщила, что программа ОСВВ показала свою эффективность и будет продолжена, в 2017 году на бюджетные средства частная фирма Гроссмана планирует отловить, а затем выпустить обратно на волю 3500 собак, также уточняется, что за три года было стерилизовано более 12 тысяч собак. При этом руководитель фирмы попросил увеличить финансирование и при подготовке проекта бюджета Нижнего Новгорода на 2017 год заложить 5 млн рублей на стерилизацию безнадзорных животных

#### Ростовская область
В июле 2016 года после личного обращения депутата Госдумы РФ от КПРФ Олега Лебедева и сбора нескольких тысяч подписей зоозащитной общественности с просьбой запретить отлов с последующим усыплением бродячих собак, губернатор региона Василий Голубев подписал постановление, согласно которому бездомных собак и кошек, отловленных в городах области будут стерилизовать и обратно выпускать на волю. При этом больные или агрессивные безнадзорные животные подлежат медикаментозной эвтаназии.. Ранее в Ростове действовал безвозвратный отлов. Осенью 2016 года в местных СМИ появились сообщения, что в регионе снова появились догхантеры, которые разбрасывают отравленные «угощения» на улицах города.. В ноябре 2016 года местные СМИ сообщили, что за год от жителей Ростова поступило 47 жалоб на соседство со стаями бродячих собак, которые проживают на детских площадках и возле мусорных контейнеров, однако мэрия предложила гражданам по всем подобным вопросам обращаться в организацию, занимающуюся программой стерилизации,

#### Санкт-Петербург

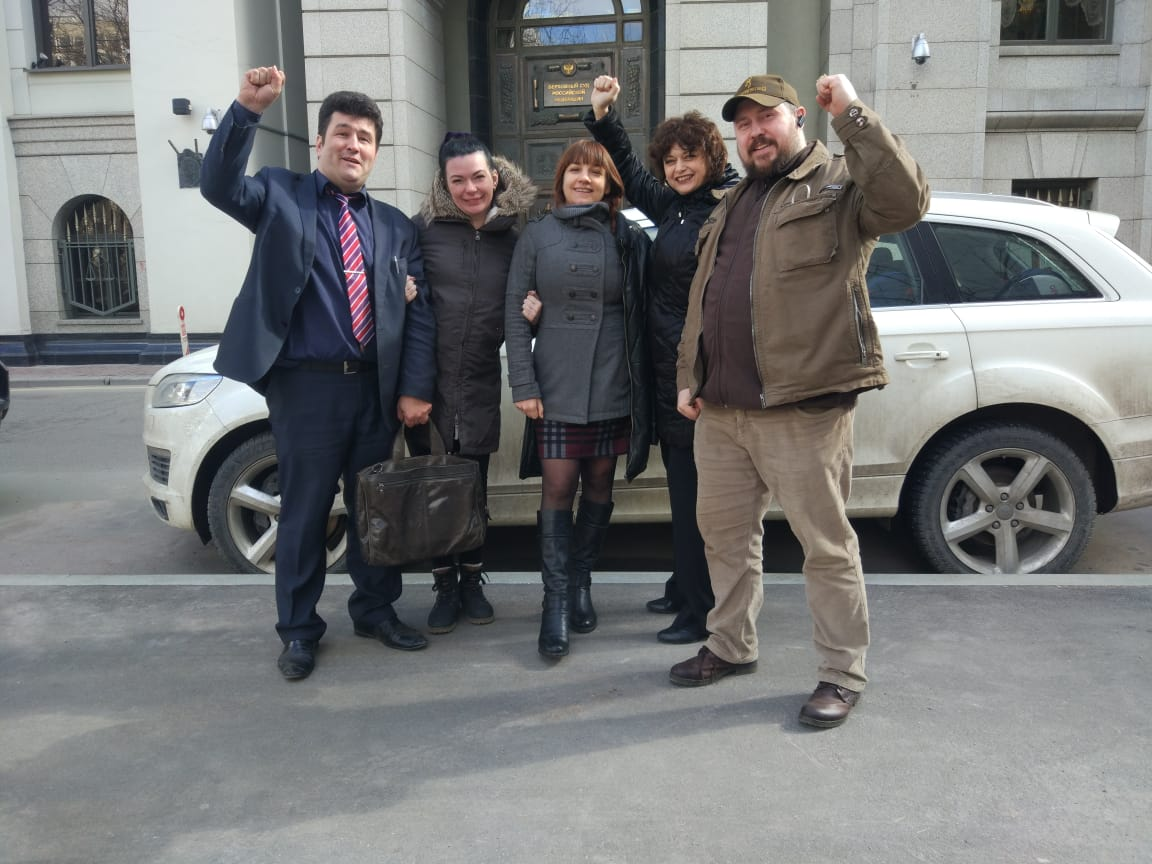
Активисты, добившиеся решения о запрете ОСВВ в Санкт-Петербурге в 2019 году возле здания Верховного суда РФ

Осенью 2005 года правительство города разработало постановление «О концепции отношения к безнадзорным животным». Концепция провозглашала «гуманное отношение к бродячим животным» и запретила их истреблять. На деньги из городского бюджета была запущена программа ОСВВ, в 2006 году на нее было выделено 845 тыс. рублей, 820 собакам под кожу был вшит микрочип, с помощью которого ветеринарные службы могли отличать стерилизованную особь от нестерилизованной.. В 2007 и 2008 годах на программу стерилизации было выделено по 3,5 млн рублей, стерилизация одной бездомной собаки, у счётом стоимости медикаментов обходится бюджету в 10 тыс. рублей, но исполнители городского заказа не выполнили условия договора и не проводили стерилизацию должным образом. В марте 2009 года по данным управления ветеринарии на улицах города постоянно обитало около 7 тыс. безнадзорных собак.
С 2006 по 2013 годы врачи ветклиники имени Айвэна Филлмора по поручению Правительства Петербурга кастрировали более 18500 безнадзорных собак обоих полов. Операция проводится по скоростной методике, разработанной в самой клинике, не предусматривает лечение антибиотиками, проводится под полным наркозом и уже через несколько часов после ее завершения, собака оказывается на улице. Руководитель клиники — зоозащитник Юрий Микитюк считает, что усыпление собак не допустимо — им нужно дать возможность доживать в городских парках.
За 10 лет действия программы стерилизации, численность бездомных собак не уменьшилась: по состоянию на 2015 год, по данным городского комитета ветеринарии, она по-прежнему составляла около 7000 особей.
В 2015 году государственный подряд на 27 миллионов рублей на стерилизацию, вакцинацию и возврат на улицы города собак выиграла частная ветеринарная клиника «Ветеринарный госпиталь» Юрия Микитюка. Данное учреждение, известное такжке как «Ветеринарная клиника Айвэна Филлмора», по имени своего основателя-гражданина США, осваивает бюджетные подряды по программе ОСВВ с 2006 года. С 2012 года на базе клиники был создан и функционирует благотворительный фонд помощи бездомным животным «Сохрани жизнь».
В ноябре 2016 года управление ветеринарии Санкт-Петербурга объявило тендер на электронное чипирование, вакцинацию против бешенства и кастрацию бездомных собак. Стоимость всего комплекса услуг объявлена в 5,4 млн рублей. На эти деньги планируют стерилизовать 2046 животных — на каждое из них выделено 2640 рублей.
По данным зарубежных зоозащитников, один из частных приютов также выпускает стерилизованных собак для обитания на улицах Санкт-Петербурга

### Румыния
В 1995 году Бухарестский муниципалитет основал администрацию по наблюдению за животными (англ. the Administration for Animal Supervision (AAS)). С 1989 года при тесном сотрудничестве с зоозащитными организациями Западной Европы было проведено обучение для сотрудников муниципалитетов по программе стерилизации. В 2000 году организация зоозащитных активистов из Австрии «Четыре Лапы» («Four Paws»), основанная в 1988 году, подписала соглашение с главным муниципалитетом государства в Бухаресте по стерилизации всех собак в стране.
На программу выделялись государственные средства. По состоянию на 2012 год, 6500 собак из 65-тысячной популяции, обитавшей в Бухаресте, были простерилизованы. Однако в 2013 году после того как стая стерилизованных собак загрызла 4-летнего мальчика в центральном парке Бухареста, румынский парламент проголосовал за безвозвратный отлов этих животных: впредь их будут отлавливать и после двухнедельной передержки в приюте гуманно усыплять. По состоянию на 2014 год, представители организации «Четыре лапы» продолжали свою зоозащитную деятельность в этой стране и выражали протест против возобновившейся практики отлова и усыпления бездомных собак

### Украина
В 2006 году местное законодательство запретило безвозвратный отлов — в стране началась реализация ОСВВ
В 2016 году в Николаеве (Украина), где программа за счет городского бюджета реализуется несколько лет, опрос населения выявил, что ОСВВ поддерживает 10 % населения. За 6 месяцев 2016 года бездомные собаки покусали в этом городе 250 жителей, из 6000 этих животных на тот момент 2300 были стерилизованы
На 2021 год директор заведения КП «Центр защиты животных» отметил наличие в Житомире около 2 тысяч бездомных собак, самим КП «Центр защиты животных» за 4 года «стерилизовано 4000 бездомных собак и животных».

### В отношении владельческих животных

#### США
В США не допускается свободное обитание бездомных собак; программ стерилизации, предусматривающих свободное обитание собак в городской среде, не проводилось; однако с целью недопущения пополнения популяции бездомных животных развивается программа контроля численности животных, разработанная в 1992 году (анг. Animal Population Control Program (APCP)) и реализованная в 1995 году. Основная цель американской модели регулирования численности животных — предупреждение заболевания бешенством путём вакцинации животных, снижение численности путём стерилизации животных, имеющих хозяев. Для тех людей, которые берут животных из муниципальных приютов, программой APCP предусмотрена выдача ваучера сроком действия 60 дней, при помощи которого осуществляется финансовая поддержка владельцев домашних животных по стерилизации и вакцинации своих питомцев. Ваучер представляет собой единовременную помощь ($50.00 за кота, $70.00 за кошку, $100,00 за кобеля, и $120,00 за суку) плюс две прививки.
При помощи программы APCP удалось сократить число эвтаназий в муниципальных приютах на 50 % (усыплению подвергается около 5 миллионов кошек в год). Финансирование программы производится на 65 % за счет налога на содержание животных. Те владельцы, чьи животные стерилизованы, платят значительно меньший налог за содержание животного. В 2007 году, воодушевленный успешной программы APCP, департамент сельского хозяйства одобрил программу стерилизации также для диких кошек (Feral Cat Program).
Дикие кошки приносят потомство 4—5 раз в год и, бесконтрольно размножаясь, образовывают многомиллионные колонии по всей территории Америки. Так, в Чикаго насчитывается около 5 миллионов кошек, в штате Висконсин количество диких кошек достигает 2 миллионов. Жители Висконсин выступают за принятие законопроекта о разрешении охоты на кошек по примеру штатов Миннесота и Южная Дакота.

## Позиция ВОЗ по применению ОСВВ в азиатских странах
В тех странах Азии, где, в силу местных особенностей и религиозных обычаев, ликвидация популяций собак была неприемлема, ВОЗ предложила проводить программы стерилизации и вакцинации в 1990 году. Три базовые принципа, которые были рекомендованы в этих азиатских странах: ограничение передвижения бездомных собак, контроль среды их обитания и контроль размножения. Однако на конференции в Женеве в 2004 году эксперты ВОЗ признали, что независимая оценка этих проектов не предпринималась; они также уточнили, что гуманный отлов и усыпление непривитых, бесхозных собак могут быть эффективны при использовании в качестве дополнительной меры к массовой вакцинации. Стоит отметить, что для предотвращения эпидемий бешенства в странах Латинской Америки ВОЗ рекомендовала проводить массовую стерилизацию лишь собак и кошек, имеющих хозяев, и не давала рекомендаций по применению ОСВВ в других странах, кроме ряда стран Азии. В бюллетене ВОЗ, опубликованном в 2009 году отмечается, что основным препятствием на пути ликвидации бешенства в Индии является отсутствие координации и отсутствие всеобъемлющей национальной программы.

## Позиция зоозащитных организаций
«Люди за этичное отношение к животным» (PETA), «Гуманного общества Соединенных Штатов» (HSUS) (самой большой национальной американской зоозащитной организации, объединяющей 1,3 миллиона человек [уточнить], также поддерживающей отлов как способ регуляции численности животных) считают, что усыпить брошенное животное более гуманно, так как, согласно их позиции, оставить домашнее животное обитать на улице — то же самое, что бросить на произвол судьбы и обречь на раннюю и жестокую смерть. Стоит отметить, что PETA старается рекомендовать наиболее гуманные методы усыпления.

## Мнение ветеринаров
Главный государственный ветеринарный инспектор Республики Саха (Якутия) Лариса Макарова считает, что метод ОСВВ подходит только для кошек, но не для собак, а эвтаназия — это более гуманный способ, чем обрекать животное на мучения, отпуская его на самостоятельное существование на улицу
Руководитель Госветинспекции — главный государственный ветеринарный инспектор Приморского края Дмитрий Кузин отмечает, что и после стерилизации бродячие собаки остаются переносчиком опасных для человека заболеваний, им необходимо проводить регулярную ревакцинацию от бешенства, а напугать и укусить может даже внешне не агрессивное животное. По его мнению, населенные пункты — это территория людей, а концепция, проповедуемая борцами за права животных о том, что люди должны привыкнуть жить рядом с безнадзорными животными не может быть реализована.
Как отметила государственная ветеринарная служба в Чувашской республике, программа ОСВ не дала результата, что вызвано тем, что темп естественного размножения и выбрасывание хозяевами молодняка собак выше количества производимых операций стерилизации бездомных животных.
Начальник отдела противоэпизоотических мероприятий Мурманской областной станции по борьбе с болезнями животных Наталья Николаева в 2018 году отмечала, что методика возвратной стерилизации за несколько лет реализации в регионе, вопреки заявленным ее пропагандистами и организаторами целям, лишь поддерживала и сохраняла популяцию бродячих собак, но никак не сокращала ее.

## Критика программы зоозащитниками
В 2016 году на I-ом Всероссийском форуме «Безнадзорные животные в городской среде» зоозащитник Андрей Тимесков предложил пересмотреть программы ОСВ и ОСВВ, которые он считает негуманными, с тем, чтобы принудительной кастрации и пожизненному помещению в приют подвергались только те особи, которые склонны к немотивированной агрессии в отношении людей и животных. Все дружелюбные и мирные индивидуумы должны быть помечены особым образом (ошейник или клипса) и выпущены на волю с целью улучшения генофонда уличных животных в сторону смягчения характеров.

## Отношение населения к обратному выпуску бродячих собак в городскую среду
Согласно данным социологического исследования, проведенного в 2016 году на тему «Отношение населения к выпуску на прежнее место обитания безнадзорных и бесхозяйных животных в рамках внедрения программы ОСВВ», проведенного Московским обществом испытателей природы, имеет место неприятие населением методики. В частности, против ОСВВ высказались 74 % опрошенных из сельского населения, за высказались 5 %. Из городского населения 55 % против ОСВВ и за — 14 %.
В августе 2018 года жители города Николаев (Украина) обратились с петицией с требованием отлавливать всех беспризорных собак с их дальнейшим усыплением. Ее подписали 1800 человек. В июне 2019 года была зарегистрирована новая петиция в с связи с тем, что городская власть заявила о возможном внедрении ОСВВ, по мнению авторов, «данная программа зарекомендовала себя с негативной стороны, и именно „благодаря“ ей в городе сейчас невозможно проехать на велосипеде или пройти с домашним любимцем. Количество бездомных собак просто невероятное, и особи не единичны, а полностью сформированы стаи, которые борются за территорию, пищу и лидерство».
В мае 2019 года общественники из микрорайона Шлюз Новосибирска также обратились в горсовет и заксобрание c требованием попросили усыплять, а не стерилизовать бродячих собак и не допускать к решению вопроса дилетантов-зооактивистов, которые «хотят навязать городу метод ОСВВ».